# Palaeorhiza laevis
Palaeorhiza laevis är en biart som beskrevs av Hirashima 1982. Palaeorhiza laevis ingår i släktet Palaeorhiza och familjen korttungebin. Inga underarter finns listade i Catalogue of Life.